# Amtsgericht Wirsitz
Das Amtsgericht Wirsitz war ein preußisches Amtsgericht mit Sitz in Wirsitz.

## Geschichte
Das königlich preußische Amtsgericht Wirsitz wurde mit Wirkung zum 1. Oktober 1879 als eines von 13 Amtsgerichten im Bezirk des Landgerichtes Schneidemühl im Bezirk des Oberlandesgerichtes Marienwerder gebildet. Der Sitz des Gerichtes war Wirsitz. Sein Gerichtsbezirk umfasste den Kreis Wirsitz ohne die Teile, die den Amtsgerichten Amtsgerichten Lobens und Rakel zugeordnet waren. Am Gericht bestanden 1880 zwei Richterstellen. Das Amtsgericht war damit ein kleines Amtsgericht im Landgerichtsbezirk. Gerichtstage wurden in Weißenhöhe gehalten. Der Amtsgerichtsbezirk kam aufgrund des Versailler Vertrages 1919 zu Polen, und das Amtsgericht stellte seine Arbeit ein. Im Jahre 1939 wurde Polen deutsch besetzt. Im Rahmen der Neuorganisation der Gerichte in Ostdeutschland und im ehemaligen Polen wurden das Amtsgericht Wirsitz neu gebildet, nun aber dem Landgericht Bromberg zugeordnet.
Im Jahre 1945 wurde der Amtsgerichtsbezirk unter polnische Verwaltung gestellt, und die deutschen Einwohner wurden vertrieben. Damit endete auch die Geschichte des Amtsgerichtes Wirsitz.